# Веркуха Гетачев
Веркуха Гетачев (7 грудня 1995 , Ефіопія ) — ефіопська легкоатлетка, яка спеціалізується в бігу з перешкодами, призерка чемпіонату світу.

## Основні міжнародні виступи
| Рік                  | Змагання             | Місце проведення     | Місце                | Дисципліна                | Результат            | Примітки             |
| Представниця Ефіопія | Представниця Ефіопія | Представниця Ефіопія | Представниця Ефіопія | Представниця Ефіопія      | Представниця Ефіопія | Представниця Ефіопія |
| -------------------- | -------------------- | -------------------- | -------------------- | ------------------------- | -------------------- | -------------------- |
| 2022                 | Чемпіонат Африки     | Сен-П'єр, Маврикій   | 1                    | 3000 метрів з перешкодами | 9:36,81              |                      |
| 2022                 | Чемпіонат світу      | Юджин, США           | 2                    | 3000 метрів з перешкодами | 8.54,61              | NR                   |